# Prêmio FLUIR Waves de 1995
O Prêmio FLUIR Waves de 1995 foi a terceira edição do Prêmio FLUIR Waves, que é a maior e mais tradicional celebração do surfe no Brasil.
Nesta edição, a categoria "Longboard" fez sua estreia.

## Vencedores

### Melhor Surfista Masculino
1 – Fábio Gouveia

2 – Teco Padaratz

3 – Victor Ribas

3 – Jojó de Oliveça

4 – Renan Rocha

5 – Peterson Rosa

### Melhor Surfista Feminina
1 – Tita Tavares

2 – Alessandra Vieira

3 – Andréa Lopes

### Outras Categorias
- Longboard - Picuruta Salazar
- Melhor Campeonato - Alternativa Pro
- Melhor Capa - Edição 118 G-Land Kelly Slater
- Melhor Foto - Wody Woodworth, Rizal Tanjung, Pipeline
- Melhor Anuncio - Hang Loose
- Melhor Equipe - Hang Loose
- Melhor Shaper - Avelinos Bastos
- Melhor Reportagem - Reta Final - Por Ricardo Bocão